# Damián Álvarez Arcos
Damián Álvarez Arcos (Boca del Río Veracruz, México 11 de marzo de 1973), es un exfutbolista mexicano que se desempeñaba como Centrocampista. Se encuentra retirado desde el 2008, siendo su último equipo los Tecos A de la Primera División "A" mexicana.

## Trayectoria
Inició su carrera en la cantera del Atlas y debutó en el primer partido de la 91/92.
Se quedó con los zorros hasta la 94/95 y se fue al León donde estuvo dos años, al final del Verano 97 su carta la compró el Dallas Burn de la MLS donde jugó el final de la temporada americana y fue prestado a las Club Deportivo Guadalajara durante el Invierno 97 y Verano 98, alternando con los de Dallas para tener mayor continuidad, de ahí fue transferido al New England Revolution de la MLS donde jugó sólo 2 partidos y fue cedido a préstamo al Club América en donde militó por 4 torneos.
Al final del Verano 2000 salió del equipo después de un par de torneos sin goles y empezó su peregrinar desalentado por Pachuca, Atlético Yucatán, Atlante, Toluca, San Luis y Club Zacatepec. En todos ellos jugó únicamente un torneo con muy malas actuaciones; en Toluca jugó 20 minutos en total y en San Luis debutó fallando un penal, por ejemplo. En el Apertura 2003 Necaxa lo registró en sus filas pero no jugó partido alguno, al siguiente torneo se mudó a los extintos Trotamundos de Tijuana y con ellos se retiró en el Clausura 2004 después de una mala experiencia por falta de pagos y buenas condiciones. Intentó un regreso fallido con los Tecos de la UAG de Primera A en el Clausura 08, que se quedó en un juego y 8 minutos disputados. Durante su retiro intentó poner un par de negocios, que en propias palabras del futbolista no le ha ido muy bien, tuvo una pequeña liga amateur de fútbol en Guadalajara, juega amistosos y ayuda en una academia de fútbol. Sin embargo en entrevista aseguró que se mantiene viviendo al día.

### Clubes
| Club                    | País                | Año         | Partidos | Goles | Media |
| ----------------------- | ------------------- | ----------- | -------- | ----- | ----- |
| Atlas                   | México              | 1991 - 1995 | 71       | 6     | 0.08  |
| León                    | México              | 1995 - 1997 | 59       | 12    | 0.2   |
| Dallas Burn             | Estados Unidos      | 1997        | 19       | 11    | 0.58  |
| Guadalajara             | México              | 1998        | 6        | 0     | 0     |
| New England Revolution  | Estados Unidos      | 1998        | 2        | 0     | 0     |
| Club América            | México              | 1998 - 2000 | 22       | 0     | 0     |
| Club de Fútbol Pachuca  | México              | 2000        | 12       | 0     | 0     |
| Atlético Yucatán        | México              | 2001        | 10       | 5     | 0.5   |
| Atlante                 | México              | 2001        | 9        | 0     | 0     |
| Toluca                  | México              | 2002        | 1        | 0     | 0     |
| San Luis Fútbol Club    | México              | 2002        | 4        | 0     | 0     |
| Club Atlético Zacatepec | México              | 2003        | 6        | 0     | 0     |
| Club Necaxa             | México              | 2003        | 0        | 0     | 0     |
| Trotamundos Tijuana     | México              | 2004        | 6        | 2     | 0.33  |
| Tecos A                 | México              | 2008        | 1        | 0     | 0     |
| Total en su carrera     | Total en su carrera | 1991 - 2008 | 228      | 36    | 0.16  |

## Selección nacional

### Categorías menores
Fue seleccionado sub-17 en Portugal en el Copa Mundial Juvenil de 1991 donde marcó contra Suecia y con la selección sub-23 en los Juegos Olímpicos de 1992 cuando El Tri fue eliminado en la fase de grupos con tres empates.

### Absoluta
Hizo su debut en 15 de septiembre de 1996 en las eliminatorias del Mundial contra San Vicente 0-3 en Kingston, Jamaica a favor el tri, en sustitución de Cuauhtémoc Blanco en el minuto 81 y el marcador en los últimos minutos. Álvarez también anotó en su último partido, una victoria por 3-1 sobre Ecuador en febrero de 1997. 
En 1997 estuvo en algunos encuentros con la selección de Bora Milutinovic que buscaba el pase al mundial de Francia 1998.
Partidos internacionales
| # | Fecha                    | Rival       | Sede             | Estadio                   | Resultado | Competición                |
| - | ------------------------ | ----------- | ---------------- | ------------------------- | --------- | -------------------------- |
| 1 | 15 de septiembre de 1996 | San Vicente | Kingstown        | Estadio Arnos Vale        | 3 - 0     | Clasificación Mundial 1998 |
| 2 | 21 de septiembre de 1996 | Honduras    | San Pedro Sula   | Estadio Francisco Morazán | 1 - 2     | Clasificación Mundial 1998 |
| 3 | 16 de octubre de 1996    | Jamaica     | Ciudad de México | Estadio Azteca            | 2 - 1     | Clasificación Mundial 1998 |
| 4 | 23 de octubre de 1996    | Ecuador     | Dallas           | Cotton Bowl               | 0 - 1     | Amistoso                   |
| 5 | 30 de octubre de 1996    | San Vicente | Ciudad de México | Estadio Azteca            | 5 - 1     | Clasificación Mundial 1998 |
| 6 | 5 de febrero de 1997     | Ecuador     | Dallas           | Cotton Bowl               | 3 - 1     | Amistoso                   |

### Participaciones en Torneos internacionales
| Competición                  | Categoría | Sede                                 | Resultado        | Partidos | Goles |
| ---------------------------- | --------- | ------------------------------------ | ---------------- | -------- | ----- |
| Copa Mundial Juvenil de 1991 | Sub-17    | Portugal                             | Octavos de final | 4        | 1     |
| Juegos Olímpicos de 1992     | Sub-23    | España                               | Primera fase     | 2        | 0     |
| Clasificación Mundial 1998   | Absoluta  | Norteamérica, Centroamérica y Caribe | Clasificado      | 2        | 1     |
| Total                        | –         | –                                    | –                | 8        | 2     |